# Eremocoris depressus
Eremocoris depressus är en insektsart som beskrevs av Barber 1928. Eremocoris depressus ingår i släktet Eremocoris och familjen Rhyparochromidae. Inga underarter finns listade i Catalogue of Life.